# Centre hospitalier de Lisieux
Le centre hospitalier Robert-Bisson est un établissement public de santé situé à Lisieux. Il s'agit du centre hospitalier de recours dans le territoire Est du département du Calvados en région Normandie qui représente une population de 138 170 habitants en 1999. Sa zone d'attractivité déborde ce territoire vers le département de l'Eure (centres hospitaliers de Bernay et de Pont-Audemer) et vers le Nord du département de l'Orne.

## Accès
Le centre hospitalier Robert-Bisson est desservi par les bus de la ligne 1 du réseau urbain Lexobus de la ville de Lisieux.

## Histoire
La Maison-Dieu de Lisieux fut fondée vers 1160 par un bourgeois, Roger Aini. On édifia un bâtiment destiné aux pauvres et une chapelle, situés dans un espace délimité aujourd'hui par les tronçons des rues Henry-Chéron, du Docteur Degrenne, Pierre Colombe et de la Poissonnerie. La chapelle de la Maison-Dieu fut consacrée par l'évêque Arnoul de Lisieux sous l'invocation de Saint Thomas de Cantorbéry, après son assassinat le 29 décembre 1170. L'évêque Jourdain du Hommet concéda une rente perpétuelle à la maison des pauvres en juin 1218, et, souhaitant voir son œuvre poursuivie après sa mort, fit appel à ordre religieux pour gérer la Maison-Dieu : les Mathurins en prennent possession en 1220. 
En 1662, le roi Louis XIV décida l'établissement dans les villes d'un hôpital général destiné à soigner les malades. On acheta une maison dans les faubourgs de Lisieux, à l'emplacement actuel de l'hôpital. Ce nouvel hôpital cohabitait la Maison-Dieu des Mathurins à l'intérieur des remparts. Toutefois, celle-ci fut ravagée par un incendie en 1770, et en 1783, les malades furent transférés à l'hôpital général. L'ancien site des Mathurins fut détruit en 1841. Le 18 juin 1897, Henry Chéron fit adopter par la commission administrative un projet d'agrandissement de l'hôpital. La première pierre du nouvel hôpital pavillonnaire fut posée le 27 juillet 1902 par le ministre de l'Agriculture Léon Mougeot, et il fut inauguré en juillet 1904. En 1959, on décida de moderniser l'hôpital en mettant à niveau les bâtiments existants et en construisant trois nouveaux pavillons. Les travaux pour un nouveau centre hospitalier, sous l'impulsion du maire Robert Bisson, commencèrent en 1966 ; le nouvel hôpital fut inauguré par le ministre de la Santé Robert Boulin le 31 janvier 1971. La démolition de l'ancien hôpital a permis de mettre au jour les restes d'un établissement thermal gallo-romain.

## Site et infrastructures
Le centre hospitalier Robert-Bisson est centré sur une tour de neuf étages appelée le « tripode » dont les trois « pieds » sont orientés est, ouest et nord. Construit dans les années 1970, ce bâtiment principal a été agrandi à plusieurs reprises : en 1995 pour les urgences, en 2010 pour le pavillon Mère-Enfant et en 2012 avec un agrandissement de trois niveaux supplémentaires au-dessus du service actuel des urgences.
Relié par un tunnel au tripode se trouve le pavillon Nicolas-Vauquelin qui accueille actuellement les services de néphrologie-hémodialyse, de court séjour gériatrique ainsi qu'un service de soins de suite et de rééducation (SSR) et une unité cognitivo-comportementale (UCC). Les services administratifs prennent également place au troisième étage de ce pavillon.
Sur le même site que le centre hospitalier, sont présents plusieurs pavillons dits médico-sociaux ou de long séjour : le pavillon Jean-Devaux, le pavillon Joseph-Colombe et la maison de Cure.
Sur le site du centre hospitalier, il est possible de voir un buste de Henry Chéron natif de Lisieux. Il est connu pour avoir été député puis sénateur du Calvados, mais également plusieurs fois ministre sous la IIIe République.

## Administration
Les services administratifs du centre hospitalier Robert-Bisson se situent au 3e étage du pavillon Nicolas-Vauquelin.

### Liste des directeurs successifs
- Directeur actuel : N. Bougaut
- 2016 à  juin 2019 : E. Graindorge

### Démarche Qualité
Le centre hospitalier de Lisieux a été certifié B par la Haute Autorité de Santé. Cette autorité n'a pas formulé de réserves. Quelques remarques ont été intégrées au plan d'action continu que mène l'établissement.

## Services hospitaliers

### Cardiologie
L'actuel service de cardiologie se situe au 4e étage du tripode.

#### Unité d'hospitalisation
L'unité d'hospitalisation de cardiologie du centre hospitalier est située dans l'aile ouest du 4e étage. La capacité d'accueil standard est de vingt-cinq lits éventuellement extensible à vingt-six voire vingt-sept en cas d'affluence importante de patients sur l’hôpital.
Les principales prises en charge du service concernent la pathologie cardio-vasculaire avec notamment la prise en charge des infarctus du myocarde, mais également la prise en charge des troubles du rythme, de l'insuffisance cardiaque ou de toute autre pathologie cardiologique.
Le centre hospitalier de Lisieux ne dispose pas d'une unité de soins intensifs cardiologiques (ou USIC) mais de six lits de soins continus avec possibilité de monitoring cardio-tensionnel. Néanmoins, en collaboration avec le centre hospitalier régional universitaire de Caen ainsi qu'avec le centre hospitalier privé Saint-Martin situé à Caen, la prise en charge des infarctus du myocarde à la phase aiguë est réalisée avec la possibilité, lorsque les critères sont remplis, d'un transfert vers ces structures afin qu'une coronarographie soit réalisée dans les délais les plus brefs.

#### Consultations
Les différents praticiens du service effectuent des consultations externes de cardiologie. Ces consultations concernent aussi bien des suivis post-hospitalisation que des prises en charge extra-hospitalières classiques.

#### Laboratoires d'explorations fonctionnelles cardiologiques
Les laboratoires d'explorations fonctionnelles cardiologiques sont situés dans l'aile nord du 4e étage. Il existe une salle destinée à la réalisation des épreuves d'effort avec une bicyclette ergométrique ainsi qu'un tapis roulant. La pose de holters ECG ou tensionnels est également réalisée à cet endroit.

### Chirurgie orthopédique
Située au 7e étage de la « Tour Hôpital », aile est.

### Gynécologie - obstétrique
Maternité de niveau 2b.

### Imagerie médicale
Ce service se situe au rez-de-chaussée, en face du service Gynécologique-Obstétrique.

### Laboratoire
Le laboratoire, est situé au 1er étage de la "Tour Hôpital". Il effectue les analyses des hôpitaux de Lisieux, de Pont-l'Évêque, et il accueille les externes pour les bilans sanguins prescrits en ville.

### Neurologie - Rhumatologie - Unité de neurovasculaire
L'actuel service de neurologie - rhumatologie - unité neurovasculaire ainsi qu'une Unité de Soins Intensifs Neuro-Vasculaire (USINV) est situé au 5e étage du tripode. 

#### Unités d'hospitalisations
L'unité d'hospitalisation de neurologie - rhumatologie du centre hospitalier est situé dans l'aile est du 5e étage. L'actuel service dispose depuis le 7 novembre 2016, de vingt-trois lits (10 lits pour la Médecine Neurologique et Rhumatologique, 9 lits pour l'unité neuro-vasculaire (UNV), et 4 lits de soins intensifs neuro-vasculaires (USINV)). Éventuellement extensible à vingt-quatre voire vingt-cinq en cas d'affluence importante de patients sur l’hôpital. 
L'unité de soins intensifs neurovasculaires comportait 2 lits situés au sein de l'unité de surveillance continue au 3e étage, agrandissement de l'aile nord. Il s'agit de chambres individuelles. L'ouverture de cette unité le 5 novembre 2012 s'inscrit dans le cadre du plan d'actions national AVC 2010-2014 et la prise en charge des patients s'effectue également dans le cadre de la mise en place d'une filière régionale spécifique.
Les principales prises en charge du service concernent la pathologie neuro-vasculaire avec notamment les accidents vasculaires cérébraux (AVC), la maladie de Parkinson, la sclérose en plaques (SEP), les atteintes des fonctions cognitives chez les patients jeunes ainsi que toute autre pathologie neurologique ou rhumatologique.

#### Consultations
Les différents praticiens du service effectuent des consultations externes en neurologie ou en rhumatologie.

#### Laboratoires d'explorations fonctionnelles neurologiques
Les laboratoires d'explorations fonctionnelles neurologiques sont situés dans l'aile nord du 5e étage. Ces laboratoires sont au nombre de deux : un laboratoire d'électro-encéphalographie (enregistrement d'électroencéphalogrammes ou EEG) et un laboratoire d'électromyographie (enregistrement d'électromyogrammes ou ENMG) et potentiels évoqués.

#### Palmarès
2013-2014:
- Accidents Vasculaires Cérébraux : classement des Hôpitaux du Nouvel Observateur, 53e rang 
- Sclérose en plaques : classement des Hôpitaux du Nouvel Observateur, 55e rang 
- Troubles de l'équilibre (avec le service de chirurgie ORL) : classement des Hôpitaux du Nouvel Observateur, 65e rang 

### Pneumologie
Située au 6e du Tripode Aile Ouest

### Urgences
Ouvert 24h/24, le service des urgences est situé au rez de chaussée nord de la tour hôpital. Le service dispose d'une antenne médico psychologique, des salles de déchocages. le service est une antenne du SAMU14 avec un véhicule se SMUR des salles de consultations externes. Le service dispose de 6 lits d'Unité d'Hospitalisation de Courte Durée (UHCD).
Le service prend en charge les urgences des trauma pédiatriques ainsi que les urgences vitales intra-hospitalieres de la tour hôpital.

### Réanimation polyvalente - unité de surveillance continue (USC)
Le nouveau service est situé au 3e étage, aile nord de la Tour Hôpital au-dessus du service des urgences adultes (nouvelle structure excentrée en forme arrondie). Ce service est ouvert au public depuis le 2 octobre 2012.
Unité d'hospitalisation : Ce service comprend quatorze lits en deux secteurs bien distincts, huit lits de réanimation et six lits de surveillance continue.
Les principales prises en charge du service concernent: Les patients présentant ou susceptibles de présenter une ou plusieurs défaillances viscérales aiguës mettant directement en jeu le pronostic vital. Elle implique un monitorage continu des fonctions vitales et, le cas échéant, le recours à des méthodes de suppléance. Le service peut prendre en charge les urgences vitales intra-hospitalières de l'établissement.

### Autres

#### Établissement français du sang (EFS)
Le centre hospitalier Robert-Bisson accueillait au  1er étage du tripode une antenne de l'Établissement français du sang de Normandie (Haute et Basse). Cette antenne a été remplacée par un dépôt de sang mi 2019.

## Personnalités gravitant autour du centre hospitalier de Lisieux
- Robert Bisson, dont le centre hospitalier porte le nom.
- Henry Chéron, dont le buste est visible sur le site du centre hospitalier.
- Jean Devaux, nom donné à l'un des pavillons du long séjour.
- Joseph Colombe, nom donné à l'un des pavillons du long séjour.
- Nicolas Vauquelin, nom d'un des pavillons de l'hôpital.
- Roger Aini, nom de la rue où se situe le centre hospitalier.